# Canton de Saint-Claude (Jura)
Pour les articles homonymes, voir Canton de Saint-Claude.
Le canton de Saint-Claude est une circonscription électorale française située dans le département du Jura et la région Bourgogne-Franche-Comté.

## Histoire
À la suite du redécoupage cantonal de 2014, les limites territoriales du canton sont remaniées. Le nombre de communes du canton passe de 19 à 7. Il est constitué de communes de l'ancien canton de Saint-Claude.

## Représentation

### Conseillers généraux de 1833 à 2015
| Période | Période          | Identité                | Étiquette                | Qualité |
| ------- | ---------------- | ----------------------- | ------------------------ | --- |
| 1833    | 1843 (décès)     | Honoré Colomb           |                          | Ancien Sous-Préfet Propriétaire à Saint-Claude                                                                             |
| 1844    | 1862 (décès)     | Claude-Denis Favier     |                          | Avoué, maire de Saint-Claude (1843-1860), conseiller d'arrondissement                                                      |
| 1862    | 1871             | Honoré Lécureux         |                          | Maire de Saint-Claude (1860-1870)                                                                                          |
| 1871    | 1877             | Ferdinand Joseph Benoît |                          | Docteur-médecin, maire de Saint-Lupicin                                                                                    |
| 1877    | 1883             | Eugène Grosgogeat       | Républicain              | Industriel, maire de Lamoura                                                                                               |
| 1883    | 1885 (démission) | Napoléon Bavoux         | Républicain              | Docteur en médecine Député (1881-1885)                                                                                     |
| 1885    | 1892             | Eugène Grosgogeat       | Républicain              | Industriel Maire de Lamoura, conseiller d'arrondissement                                                                   |
| 1892    | 1894 (démission) | Jean-Baptiste Vuillod   | Rad.                     | Maire de Saint-Claude (1892-1893 et 1897-1906)                                                                             |
| 1894    | 1919             | Félicien Gauthier       | Républicain              | Vétérinaire à Saint-Claude, maire de Molinges                                                                              |
| 1919    | 1928             | Pierre Henri Ponard     | SFIO                     | Ouvrier puis administrateur d'une coopérative Maire de Saint-Claude (1919-1928) Député (1924-1928)                         |
| 1928    | 1940             | Louis Faton             | SFIO                     | Industriel Adjoint au Maire de Saint-Claude, conseiller d'arrondissement                                                   |
|         |                  |                         |                          | |
| 1943    | 1945             | Eugène Delolme          |                          | Membre de la Chambre de commerce Maire de Septmoncel Nommé conseiller départemental en 1943                                |
|         |                  |                         |                          | |
| 1945    | 1951             | Gaston Meunier          | SFIO                     | Instituteur à Saint-Claude                                                                                                 |
| 1951    | 1958             | Gilbert Cottet-Émard    | MRP                      | Épicier-boulanger Maire de Lavans-lès-Saint-Claude                                                                         |
| 1958    | 1988             | Louis Jaillon           | DVD puis CD puis UDF-CDS | Hôtelier - Député (1958-1967) Maire de Saint-Claude (1953-1985)                                                            |
| 1988    | 1994             | Pierre Corriol          | PS                       | Médecin à Saint-Claude |
| 1994    | 2008             | Denis Vuillermoz        | DVG puis PS              | Professeur d'histoire, Lons-le-Saunier Maire de Saint-Lupicin (1989-2001) Conseiller régional de Franche-Comté (2004-2015) |
| 2008    | 2015             | Raphaël Perrin          | DVG puis PS puis PRG     | Cadre Maire de Septmoncel depuis 2001                                                                                      |

### Conseillers d'arrondissement (de 1833 à 1940)
Le canton de Saint-Claude avait deux conseillers d'arrondissement.
| Période                                  | Période          | Identité                               | Étiquette   | Qualité |
| ---------------------------------------- | ---------------- | -------------------------------------- | ----------- | --- |
| 1833                                     | 1848             | Joseph Constantin Duparchy (1775-1855) |             | Ancien avoué, propriétaire à Saint-Claude                                                                       |
| 1833                                     | 1844             | Claude Denis Favier                    |             | Avoué à Saint-Claude                                                                                            |
| 1845                                     | 1848             | Joseph Urbain Dalloz (1808-1881)       |             | Avoué à Saint-Claude                                                                                            |
|                                          |                  |                                        |             | |
|                                          | 1881 (démission) | M. Gauthier                            |             | |
|                                          |                  |                                        |             | |
| 1883                                     | 1903 (décès)     | Gustave Regad (1845-1903)              | Républicain | Négociant à Saint-Claude, Président du Conseil d'arrondissement                                                 |
| 1883                                     | 1885 (démission) | Eugène Grosgogeat                      | Républicain | Industriel, maire de Lamoura, conseiller général                                                                |
| 1885                                     | 1894 (démission) | Félicien Gauthier                      | Républicain | Vétérinaire à Saint-Claude, maire de Molinges                                                                   |
| 1895                                     | 1919 (décès)     | Sylvain Dalloz (1846-1919)             | Républicain | Négociant diamantaire à Montbrillant, maire de Villard-Saint-Sauveur, Président du Conseil d'arrondissement     |
| 1903                                     | 1919             | Lucien Verguet                         | Républicain | Industriel, conseiller municipal de Saint-Claude                                                                |
| 1919                                     | 1928             | Louis Faton (1867-1968)                | SFIO        | Agent d'assurances et industriel pipier, conseiller municipal puis adjoint au maire de Saint-Claude (1919-1940) |
| 1919                                     | 1940             | Jules Delacroix (1863-1945)            | SFIO        | Ouvrier lapidaire, coopérateur à Saint-Claude, maire de Lamoura                                                 |
| 1928                                     | 1940             | Louis Grevas                           | SFIO        | Tourneur sur métaux puis marbrier à Saint-Claude                                                                |
| 1940                                     |                  |                                        |             | Les conseils d'arrondissement ont été suspendus par la loi du 12 octobre 1940 et n'ont jamais été réactivés     |
| Les données manquantes sont à compléter. |                  |                                        |             | |

### Conseillers départementaux à partir de 2015
| Période élective | Période élective | Mandat | Mandat   | Identité            | Nuance | Nuance | Qualité |
| ---------------- | ---------------- | ------ | -------- | ------------------- | ------ | ------ | --- |
| 2015             | 2021             | 2015   | 2021     | Jean-Louis Millet   |        | DVD    | Maire de Saint-Claude                                                                                        |
| 2015             | 2021             | 2015   | 2021     | Christine Sophoclis |        | DVD    | Médecin hospitalier, maître-assistant à Dole Conseillère municipale (opposition) de Saint-Claude depuis 2020 |
| 2021             | 2028             | 2021   | en cours | Catherine Chambard  |        | DVD    | Chef d'entreprise, adjointe au maire de Saint-Claude                                                         |
| 2021             | 2028             | 2021   | en cours | Jean-Louis Millet   |        | DVD    | Conseiller sortant                                                                                           |

### Résultats détaillés

#### Élections de mars 2015
À l'issue du 1er tour des élections départementales de 2015, deux binômes sont en ballottage : Jean-Louis Millet et Christine Sophoclis (DVD, 49,46 %) et Marie-Claude Gresset et Raphaël Perrin (DVG, 22,1 %). Le taux de participation est de 45,97 % (3 358 votants sur 7 304 inscrits) contre 56,35 % au niveau départemental et 50,17 % au niveau national.
Au second tour, Jean-Louis Millet et Christine Sophoclis (DVD) sont élus avec 58,15 % des suffrages exprimés et un taux de participation de 48,43 % (1 922 voix pour 3 537 votants et 7 304 inscrits).
Christine Sophoclis a été élue conseillère municipale sur une liste DVG.

#### Élections de juin 2021
Le premier tour des élections départementales de 2021 est marqué par un très faible taux de participation (33,26 % au niveau national). Dans le canton de Saint-Claude (Jura), ce taux de participation est de 32,47 % (2 246 votants sur 6 918 inscrits) contre 35,65 % au niveau départemental. À l'issue de ce premier tour, deux binômes sont en ballottage : Catherine Chambard et Jean-Louis Millet (DVD, 45,02 %) et Olivier Brocard et Marilyne Waeckel (DVG, 34,69 %).
Le second tour des élections est marqué une nouvelle fois par une abstention massive équivalente au premier tour. Les taux de participation sont de 34,36 % au niveau national, 37,47 % dans le département et 34 % dans le canton de Saint-Claude (Jura). Catherine Chambard et Jean-Louis Millet (DVD) sont élus avec 55,59 % des suffrages exprimés (1 199 voix pour 2 352 votants et 6 918 inscrits),,.
Jean-Louis Millet et Catherine Chambard sont non-inscrits et siègent dans l'opposition au conseil départemental.

## Composition

### Composition avant 2015
Avant le redécoupage cantonal de 2014, le canton de Saint-Claude comprenait dix-neuf communes.
| Nom                      | Code Insee | Codepostal  | Superficie (km2) | Population (dernière pop. légale) | Densité (hab./km2) |
| ------------------------ | ---------- | ----------- | ---------------- | --------------------------------- | ------------------ |
| Saint-Claude (chef-lieu) | 39478      | 39200       | 70,19            | 10 534 (2012)                     | 150                |
| Avignon-lès-Saint-Claude | 39032      | 39200       | 7,83             | 373 (2012)                        | 48                 |
| Chassal                  | 39113      | 39360       | 5,19             | 466 (2012)                        | 90                 |
| Cuttura                  | 39186      | 39170       | 5,95             | 330 (2012)                        | 55                 |
| Lajoux                   | 39274      | 01410 39310 | 23,65            | 253 (2012)                        | 11                 |
| Lamoura                  | 39275      | 39310       | 22,28            | 554 (2012)                        | 25                 |
| Lavancia-Epercy          | 39283      | 01590       | 10,56            | 656 (2012)                        | 62                 |
| Lavans-lès-Saint-Claude  | 39286      | 39170       | 11,65            | 1 904 (2012)                      | 163                |
| Leschères                | 39293      | 39170       | 8,28             | 211 (2012)                        | 25                 |
| Molinges                 | 39339      | 39360       | 2,57             | 669 (2012)                        | 260                |
| Les Molunes              | 39341      | 39310       | 20,51            | 146 (2012)                        | 7,1                |
| Ponthoux                 | 39438      | 39170       | 2,18             | 83 (2012)                         | 38                 |
| Ravilloles               | 39453      | 39170       | 7,79             | 511 (2012)                        | 66                 |
| La Rixouse               | 39460      | 39200       | 12,59            | 193 (2012)                        | 15                 |
| Saint-Lupicin            | 39491      | 39170       | 9,54             | 2 109 (2012)                      | 221                |
| Septmoncel               | 39510      | 39310       | 19,40            | 681 (2012)                        | 35                 |
| Vaux-lès-Saint-Claude    | 39547      | 39360       | 9,36             | 708 (2012)                        | 76                 |
| Villard-Saint-Sauveur    | 39560      | 39200       | 9,05             | 615 (2012)                        | 68                 |
| Villard-sur-Bienne       | 39562      | 39150 39200 | 10,37            | 191 (2012)                        | 18                 |

### Composition depuis 2015
Le nouveau canton de Saint-Claude regroupait sept communes à sa création.
À la suite du décret du 5 mars 2020, la commune des Coteaux du Lizon est entièrement rattachée au canton des Coteaux du Lizon et celle de Nanchez est entièrement rattachée au canton de Saint-Claude. Le canton comprend désormais 6 communes entières.
| Nom                                  | Code Insee | Intercommunalité          | Superficie (km2) | Population (dernière pop. légale) | Densité (hab./km2) | Modifier                                    |
| ------------------------------------ | ---------- | ------------------------- | ---------------- | --------------------------------- | ------------------ | ------------------------------------------- |
| Saint-Claude (bureau centralisateur) | 39478      | CC Haut-Jura Saint-Claude | 70,19            | 8 556 (2022)                      | 122                | modifier les données · modifier les données |
| Avignon-lès-Saint-Claude             | 39032      | CC Haut-Jura Saint-Claude | 7,83             | 359 (2022)                        | 46                 | modifier les données · modifier les données |
| Leschères                            | 39293      | CC Haut-Jura Saint-Claude | 8,28             | 203 (2022)                        | 25                 | modifier les données · modifier les données |
| Nanchez                              | 39130      | CC la Grandvallière       | 31,65            | 761 (2022)                        | 24                 | modifier les données · modifier les données |
| Ravilloles                           | 39453      | CC Haut-Jura Saint-Claude | 7,79             | 444 (2022)                        | 57                 | modifier les données · modifier les données |
| La Rixouse                           | 39460      | CC Haut-Jura Saint-Claude | 12,59            | 187 (2022)                        | 15                 | modifier les données · modifier les données |
| Canton de Saint-Claude               | 3914       |                           | 138,33           | 10 510 (2022)                     | 76                 | modifier les données                        |

## Démographie

### Démographie avant 2015
| 1962   | 1968   | 1975   | 1982   | 1990   | 1999   | 2006   | 2009   | 2011   |
| ------ | ------ | ------ | ------ | ------ | ------ | ------ | ------ | ------ |
| 19 292 | 19 860 | 21 061 | 21 147 | 22 069 | 22 419 | 22 666 | 22 106 | 21 367 |

| 2012   | - | - | - | - | - | - | - | - |
| ------ | - | - | - | - | - | - | - | - |
| 21 187 | - | - | - | - | - | - | - | - |

### Démographie depuis 2015
En 2022, le canton comptait 10 510 habitants, en évolution de −7,11 % par rapport à 2016 (Jura : −0,81 %, France hors Mayotte : +2,11 %).
| 2013   | 2018   | 2022   |
| ------ | ------ | ------ |
| 12 147 | 10 848 | 10 510 |